# Mäntsälä
Mäntsälä (IPA: /ˈmæntsælæ/, in svedese Borgnäs) è un comune finlandese di 20912 abitanti, situato nella regione dell'Uusimaa.
Il comune è situato al confine nord-orientale della regione, a 60 km a nord della capitale Helsinki, ed ha una superficie di circa 600 km². Al 2006, Mäntsälä conta una popolazione di 18 652 abitanti, con una densità di 31,3 abitanti per km².
Kärkölä, Orimattila, Pukkila Askola, Pornainen, Sipoo Järvenpää, Tuusula Hyvinkää Hausjärvi.

## Società

### Lingue e dialetti
Il finlandese è la lingua ufficiale di Mäntsälä.
| %     | Ripartizione linguistica (gruppi principali) |
| ----- | -------------------------------------------- |
| 0,9%  | madrelingua svedese                          |
| 97,1% | madrelingua finlandese                       |